# Еммі (премія, 2013)
65-а церемонія вручення Прайм-тайм премії «Еммі» (англ. 65rd Annual Primetime Emmy Awards) — головна телевізійна премія США, якою нагороджують найкращі телепрограми року, що виходять у прайм-тайм з 1 червня 2012 року по 31 травня 2013 року. Вручення премій відбулося 22 вересня 2013 року в Nokia Theatre у Лос-Анджелесі, а ведучим виступив телеактор Ніл Патрік Гарріс.

## Переможці та номінанти

### Програми
| Найкращий драматичний телесеріал | Найкращий комедійний телесеріал |
| --- | --- |
| - «Пуститися берега» (AMC) - «Абатство Даунтон» (PBS) - «Гра престолів» (HBO) - «Батьківщина» (Showtime) - «Картковий будинок» (Netflix) - «Божевільні» (AMC)                     | - «Американська сімейка» (ABC) - «30 потрясінь» (NBC) - «Теорія великого вибуху» (CBS) - «Дівчата» (HBO) - «Луї» (FX) - «Віце-президент» (HBO) |
| Найкращий мінісеріал | Найкраще вар'єте, музична або комедійна програма |
| - «За канделябрами» (HBO) - «Американська історія жахів» (FX) - «Біблія» (History Channel) - «Філ Спектор» (HBO) - «Політичні тварини» (USA) - «Вершина озера» (Sundance Channel) | - The Colbert Report (Comedy Central) - «Джиммі Кіммел в прямому ефірі» (ABC) - The Daily Show with Jon Stewart (Comedy Central) - Late Night with Jimmy Fallon (NBC) - Real Time with Bill Maher (HBO) - Saturday Night Live (NBC)                                            |
| Найкраща конкурсна реаліті-програма | Найкраще спеціальне вар'єте, музична або комедійна програма |
| - The Voice (NBC) - The Amazing Race (CBS) - Dancing with the Stars (ABC) - «Проект Подіум» (Lifetime) - So You Think You Can Dance (FOX) - Top Chef (Bravo)                      | - TBA |
| Найкраща дитяча програма | Найкращий ведучий конкурсній реаліті-програми |
| - TBA | - Гайді Клум та Тім Ганн — «Проект Подіум» (Lifetime) - Раян Сікрест — American Idol (FOX) - Бетті Вайт — Betty White's Off Their Rockers (NBC) - Том Бержерон — Dancing with the Stars (ABC) - Кет Дійлі — So You Think You Can Dance (FOX) - Ентоні Бурден — The Taste (ABC) |

### Акторські категорії

#### Провідні актори
| Найкраща актриса в драматичному серіалі | Найкращий актор у драматичному серіалі |
| --- | --- |
| - Клер Дейнс — «Батьківщина» (Showtime) - Конні Бріттон — «Нешвілл» (ABC) - Мішель Докері — «Абатство Даунтон» (PBS) - Віра Фарміґа — «Мотель Бейтса» (A&E) - Елізабет Мосс — «Божевільні» (AMC) - Керрі Вашингтон — «Скандал» (ABC) - Робін Райт — «Картковий будинок» (Netflix) | - Джефф Деніелс — «Новини» (HBO) - Г'ю Бонневілль — «Абатство Даунтон» (PBS) - Брайан Кренстон — «Пуститися берега» (AMC) - Джон Гемм — «Божевільні» (AMC) - Деміен Льюїс — «Батьківщина» (Showtime) - Кевін Спейсі — «Картковий будинок» (Netflix)  |
| Найкраща актриса в комедійному серіалі | Найкращий актор в комедійному серіалі |
| - Джулія Луїс-Дрейфус — «Віце-президент» (HBO) - Лора Дерн — «Освічена» (HBO) - Ліна Данем — «Дівчата» (HBO) - Іді Фалко — «Медсестра Джекі» (Showtime) - Тіна Фей — «30 потрясінь» (NBC) - Прісцилла Барнс — «Парки та зони відпочинку» (NBC)                                    | - Джим Парсонс — «Теорія великого вибуху» (CBS) - Алек Болдвін — «30 потрясінь» (NBC) - Джейсон Бейтман — «Уповільнений розвиток» (Netflix) - Луїс Сі Кей — «Луї» (FX) - Дон Чідл — «Обитель брехні» (Showtime) - Метт Леблан — «Епізоди» (Showtime) |
| Найкраща актриса в мінісеріалі або телефільмі | Найкращий актор в мінісеріалі або телефільмі |
| - Лора Лінні — «Невиліковне Це (4-й сезон)» (Showtime) - Джессіка Ленґ — «Американська історія жаху: Притулок» (FX) - Гелен Міррен — «Філ Спектор» (HBO) - Сігурні Вівер — «Політичні тварини» (USA) - Елізабет Мосс — «Вершина озера» (Sundance Channel)                         | - Майкл Дуглас — «За канделябрами» (HBO) - Метт Деймон — «За канделябрами» (HBO) - Тобі Джонс — «Дівчина» (HBO) - Бенедикт Камбербетч — «Кінець параду» (HBO) - Аль Пачіно — «Філ Спектор» (HBO)                                                     |

#### Актори другого плану
| Найкраща актриса другого плану в драматичному телесеріалі | Найкращий актор другого плану в драматичному телесеріалі |
| --- | --- |
| - Анна Ганн — «Пуститися берега» (AMC) - Меггі Сміт — «Абатство Даунтон» (PBS) - Емілія Кларк — «Гра престолів» (HBO) - Крістін Баранськи — «Гарна дружина» (CBS) - Морена Баккарін — «Батьківщина» (Showtime) - Крістіна Гендрікс — «Божевільні» (AMC) | - Боббі Каннавале — «Підпільна імперія» (HBO) - Джонатан Бенкс — «Пуститися берега» (AMC) - Аарон Пол — «Пуститися берега» (AMC) - Джим Картер — «Абатство Даунтон» (PBS) - Пітер Дінклейдж — «Гра престолів» (HBO) - Менді Патінкін — «Батьківщина» (Showtime)                          |
| Найкраща актриса другого плану в комедійному серіалі | Найкращий актор другого плану в комедійному серіалі |
| - Меррітт Вівер — «Медсестра Джекі» (Showtime) - Маїму Бялик — «Теорія великого вибуху» (CBS) - Джейн Лінч — «Хор» (Fox) - Джулі Бовен — «Американська сімейка» (ABC) - Джейн Краковскі — «30 потрясінь» (NBC) - Анна Кламські — «Віце-президент» (HBO) | - Тоні Гейл — «Віце-президент» (HBO) - Адам Драйвер — «Дівчата» (HBO) - Джессі Тайлер Фергюсон — «Американська сімейка» (ABC) - Ед О'Нілл — «Американська сімейка» (ABC) - Ті Баррелл — «Американська сімейка» (ABC) - Білл Гейдер — Saturday Night Live (NBC)                           |
| Найкраща актриса другого плану в мінісеріалі або телефільмі | Найкращий актор другого плану в мінісеріалі або телефільмі |
| - Еллен Берстін — «Політичні тварини» (USA) - Сара Полсон — «Американська історія жаху: Притулок» (FX) - Шарлотта Ремплінг — «Неспокійна» (BBC One) - Елфрі Вудард — «Сталеві магнолії» (Lifetime) - Імелда Стонтон — «Дівчина» (HBO)                   | - Джеймс Кромвелл — «Американська історія жаху: Притулок» (FX) - Закарі Квінто — «Американська історія жаху: Притулок» (FX) - Скотт Бакула — «За канделябрами» (HBO) - Джон Бенжамін Гіккі — «Невиліковне Це (4-й сезон)» (Showtime) - Пітер Маллан — «Вершина озера» (Sundance Channel) |

#### Гостьові категорії
| Найкраща запрошена актриса у драматичному телесеріалі | Найкращий запрошений актор у драматичному телесеріалі |
| --- | --- |
| - Керрі Престон — «Гарна дружина» (CBS) - Марго Мартіндейл — «Американці» (FX) - Даяна Рігг — «Гра престолів» (HBO) - Лінда Карделліні — «Божевільні» (AMC) - Джейн Фонда — «Новини» (HBO) - Джоан Кьюсак — «Безсоромні» (Showtime)                | - Ден Букатинский — «Скандал» (ABC) - Натан Лейн — «Гарна дружина» (CBS) - Майкл Дж. Фокс — «Гарна дружина» (CBS) - Руперт Френд — «Батьківщина» (Showtime) - Роберт Морс — «Божевільні» (AMC) - Гаррі Гемлін — «Божевільні» (AMC)                                                                       |
| Найкраща запрошена актриса у комедійному телесеріалі | Найкращий запрошений актор у комедійному телесеріалі |
| - Мелісса Лео — «Луї» (FX) - Моллі Шеннон — «Освічена» (HBO) - Дот Джонс — «Хор» (FOX) - Меліса Маккарті — «Суботнім вечором у прямому ефірі» (NBC) - Крістен Віг — «Суботнім вечором у прямому ефірі» (NBC) - Елейн Стрітч — «30 потрясінь» (NBC) | - Боб Ньюгарт — «Теорія великого вибуху» (CBS) - Натан Лейн — «Американська сімейка» (ABC) - Боббі Каннавале — «Медсестра Джекі» (Showtime) - Луїс Сі Кей — «Суботнім вечором у прямому ефірі» (NBC) - Джастін Тімберлейк — «Суботнім вечором у прямому ефірі» (NBC) - Вілл Форте — «30 потрясінь» (NBC) |

## Розклад
У початку 2013 року Академія телевізійних мистецтв та наук оголосила дати проведення заходів:
- 1 червня 2012 — 31 травня 2013 — право на подачу заявок на номінації програм, які транслюються з 1 червня 2011 по 31 травня 2012
- 25 березня 2013 — Початок підготовки
- 26 Квітень 2013 — Вступ академіків до списку голосуючих
- 3 травня 2013 — Подача заявок на номінації
- 10 червня 2013 — Публікації списків на сайті премії
- 28 червня 2012 — Обробка бюлетенів аудиторної компанією Ernst & Young
- 18 липня 2013 — Оголошення списку номінантів у прямому ефірі з Leonard H. Goldenson Theatre в Голлівуді
- 5 серпня 2013 — Відправка DVD з номінується програмами на Creative Arts Awards
- 12 серпня 2013 — Відправка DVD з номінується програмами на Telecast Awards
- 23 серпня 2013 — Останній день обробки бюлетенів аудиторної компанією Ernst & Young для номінацій на Creative Arts Awards
- 30 серпня 2013 — Останній день обробки бюлетенів аудиторної компанією Ernst & Young для номінацій на Telecast Awards
- 15 вересня 2013 — Вручення Creative Arts Awards і бал номінантів
- 22 вересня 2013 — Вручення Прайм-тайм премії «Еммі» та пряма трансляція шоу на CBS